# 波斯灣阿拉伯國家

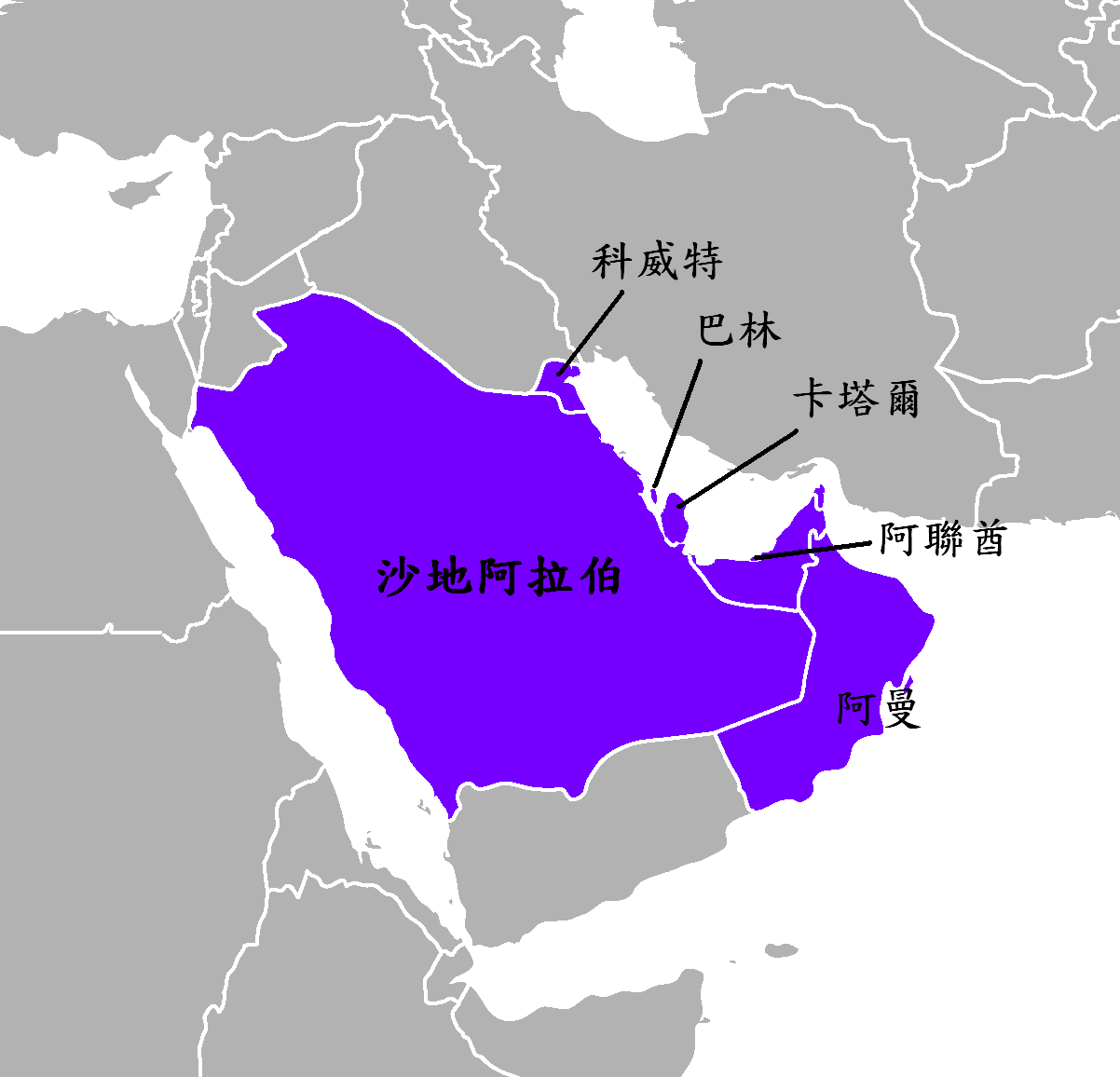
波斯灣阿拉伯國家

波斯灣阿拉伯國家由兩王國（巴林和）、一蘇丹國（阿曼）及三酋長国（科威特、卡塔爾和阿聯酋）所組成。 該六國同時是海湾阿拉伯国家合作委员会成員。该地区有阿拉伯国家联盟七个成员国:巴林、科威特、伊拉克、阿曼、卡塔尔、沙特阿拉伯和阿联酋。
这个词在不同的上下文中被用来指该地区的一些阿拉伯国家。著名的地区政治联盟海湾合作委员会，包括巴林、科威特、阿曼、卡塔尔、沙特阿拉伯和阿联酋。历史上，大英帝国统治下的波斯湾国家 和最终形成阿拉伯联合酋长国的停战诸国。
由於波斯灣阿拉伯國家的經濟結構及文化相似，很多時會作為一個整體來討論。

## 列表
| 国旗                         | 国徽 | 国名             | 官方名称                | 官方名称                             | 政治体制                    |
| 国旗                         | 国徽 | 国名             | 英语名称                | 标准阿拉伯语名称                     | 政治体制                    |
| ---------------------------- | ---- | ---------------- | ----------------------- | ------------------------------------ | --------------------------- |
| 巴林                         |      | 巴林王国         | Kingdom of Bahrain      | Mamlakat al-Baḥrayn                  | 二元制君主立憲制            |
| 科威特                       |      | 科威特国         | State of Kuwait         | Dawlat al-Kuwayt                     | 二元制君主立宪制 世袭君主制 |
| 阿曼                         |      | 阿曼苏丹国       | Sultanate of Oman       | Saltanat ʻUman                       | 君主专制                    |
| 卡塔尔                       |      | 卡塔尔国         | State of Qatar          | Dawlat Qaṭar                         | 君主专制                    |
| 沙特阿拉伯                   |      | 沙特阿拉伯王国   | Kingdom of Saudi Arabia | Al-Mamlaka al-ʻArabiyya as-Suʻūdiyya | 君主专制                    |
| 阿拉伯联合酋长国             |      | 阿拉伯联合酋长国 | United Arab Emirates    | Al-Imārāt al-‘Arabīyah al-Muttaḥidah | 联邦君主制a                 |
| a 其政体是事实上而非法律上。 |      |                  |                         |                                      |                             |

## 外交
2017年6月5日，巴林突然宣布與被指支持恐怖組織的卡塔爾斷交，其後沙烏地阿拉伯、阿聯酋等六個國家亦宣布與卡塔爾斷交且封閉海陸空交通，导致卡塔尔陷入外交危机，此危机直至2021年1月5日方告解除。

## 經濟
石油和天然氣是波斯灣阿拉伯國家的主要收入來源。由於人口相對稀少，使當地的人均收入較相鄰地區高。為應付勞工短缺問題，該地區從南亞（主要是印度）和東南亞（主要是菲律賓和印尼）引入大量非移民臨時勞工；以往主要引入約旦（大部分為巴勒斯坦人）和埃及勞工。
採珠和珍珠業曾是該地區（尤其是巴林、卡塔爾和科威特）的主要經濟活動，但已隨着日本等地的養珠業在1930年代起盛行而衰落。

## 文化
波斯灣阿拉伯國家的文化相似，被稱作khaleeji（海灣）文化。居民使用阿拉伯語，也有類似的音樂特色（sawt、fijiri、ardha、liwa等）、食物、服飾等。大部分居住波斯灣的阿拉伯人的祖先均來自各阿拉伯部落。
該六國均為世襲君主制，幾乎沒有代議政制。只有巴林王国和科威特国的議會有民選代表。沙特阿拉伯和卡塔尔是自1932年和1971年各自建国以来从未举行过选举并实行君主专制的两个阿拉伯国家。

### 引用
1. ↑  Mary Ann Tétreault; Gwenn Okruhlik; Andrzej Kapiszewski. . 2011  [2021-10-18]. （原始内容存档于2021-12-22）. 作者首先关注七个海湾国家的政治:巴林、伊拉克、科威特、阿曼、卡塔尔、沙特阿拉伯和阿联酋。
2. ↑  . International Organization for Migration. 2005: 53  [2021-10-18]. ISBN 9788171885503. （原始内容存档于2021-11-21）.
3. ↑  . The New York Times. 1987  [2021-10-18]. （原始内容存档于2021-12-13）. A leading American diplomat will start a trip to Iraq and six other Arab countries of the Persian Gulf region this week to discuss the Iran-Iraq war, Administration officials said today.
4. ↑  Hertog, Steffen. . 2014  [12 May 2021]. （原始内容存档于2021-10-18）.
5. ↑  Peterson, J. E. . Duke University Press. 2009  [13 May 2021].
6. ↑  . European Commission.   [13 May 2021]. （原始内容存档于2021-11-21）. 海湾合作委员会国家——巴林、科威特、阿曼、卡塔尔、沙特阿拉伯和阿联酋——是欧盟农产品出口的重要市场。
7. ↑  Onley, James. . CIRS Occasional Papers. 2009  [16 May 2021].[]
8. ↑  Watt, D. C. . The World Today (Royal Institute of International Affairs). 1964, 20 (11): 488–496  [16 May 2021]. （原始内容存档于2021-10-22）.
9. ↑  Albaharna, Husain. . International & Comparative Law Quarterly (Manchester University Press). April 1969, 18 (2): 518 – 519  [12 May 2021]. （原始内容存档于2021-11-21）.
10. ↑  Bey, Frauke. . UK: Longman. 1996: 296–297. ISBN 978-0-582-27728-1.
11. ↑  Balfour-Paul, G., The End of Empire in the Middle East: Britain's Relinquishment of Power in her Last Three Arab Dependencies, Cambridge University Press, 1984, ISBN 978-0-521-46636-3
12. ↑  Barnwell, Kristi Nichole. . The University of Texas at Austin. 2011  [16 May 2021]. （原始内容存档于2021年11月21日）. 对于波斯湾阿拉伯酋长国的统治者来说，威尔逊的宣布标志着英国军事保护的结束，也标志着最终导致1971年12月3日阿拉伯联合酋长国成立的谈判进程的开始。对波斯湾各个国家成为主权联邦的过程进行考察，提供了一个考察民族主义和反帝国主义在联盟建立中所起作用的机会。
13. ↑  Robbers, Gerhard. . 2007: 791. ISBN 978-0-8160-6078-8.